# جان کوئیدور
جان کوئیدور (انگلیسی: John Quidor; ۲۶ ژانویهٔ ۱۸۰۱ – ۱۴ دسامبر ۱۸۸۱) نقاش اهل ایالات متحده آمریکا بود که بیشتر در موضوعات تاریخی و ادبی را به تصویر می‌کشید. غالب آثارش مبتنی بر داستان‌های واشینگتن اروینگ و الهام‌گرفته از دره هادسون بود.

## نگارخانه

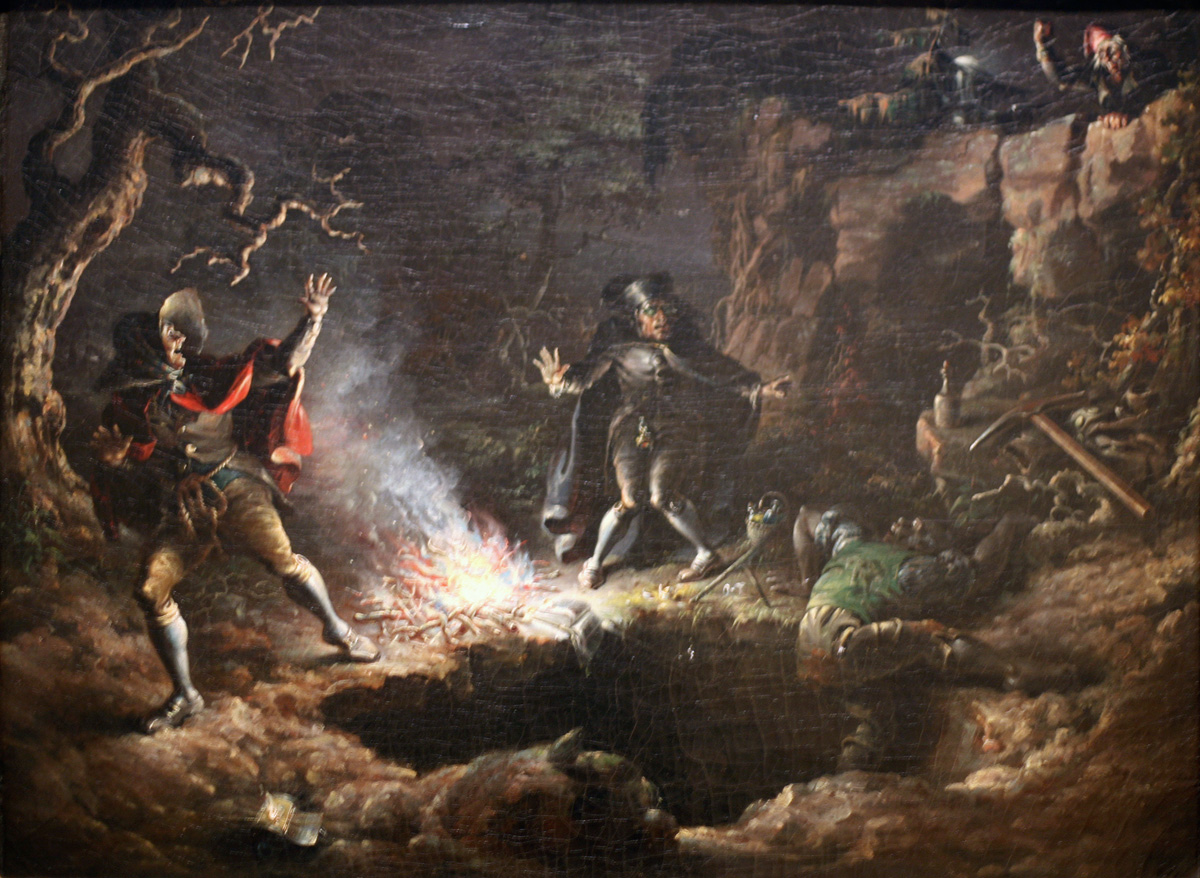
جان کویدور. The Money Diggers، 1832. رنگ روغن روی بوم. موزه بروکلین
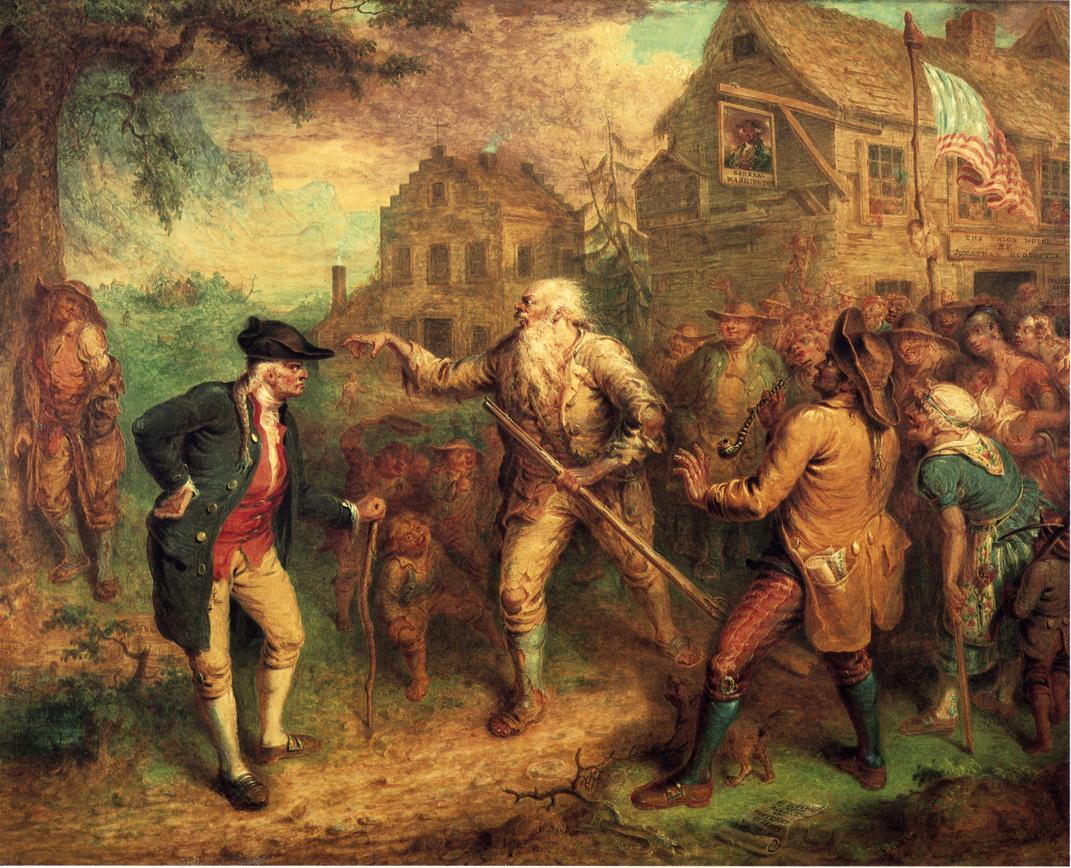